# Аншлаг
Аншла́г (нім. Anschlag, дослівно «афіша, оголошення») —  оголошення біля каси про те, що всі квитки на спектакль (концерт, циркову виставу) продані. У сучасному слововживанні стосовно культурних заходів частіше використовується для позначення того, що театральна, циркова вистава або концерт мають великий успіх у глядачів та проходить за відсутності вільних місць у глядацькій залі; інколи про «аншлаг» на стадіоні (чи іншій спортивні споруді) мовиться і щодо спортивної події.
Також аншлагом називають дуже важливе повідомлення, головну або сенсаційну новину в ЗМІ, яка подається великим шрифтом на титульній сторінці.